# Jules Dupré

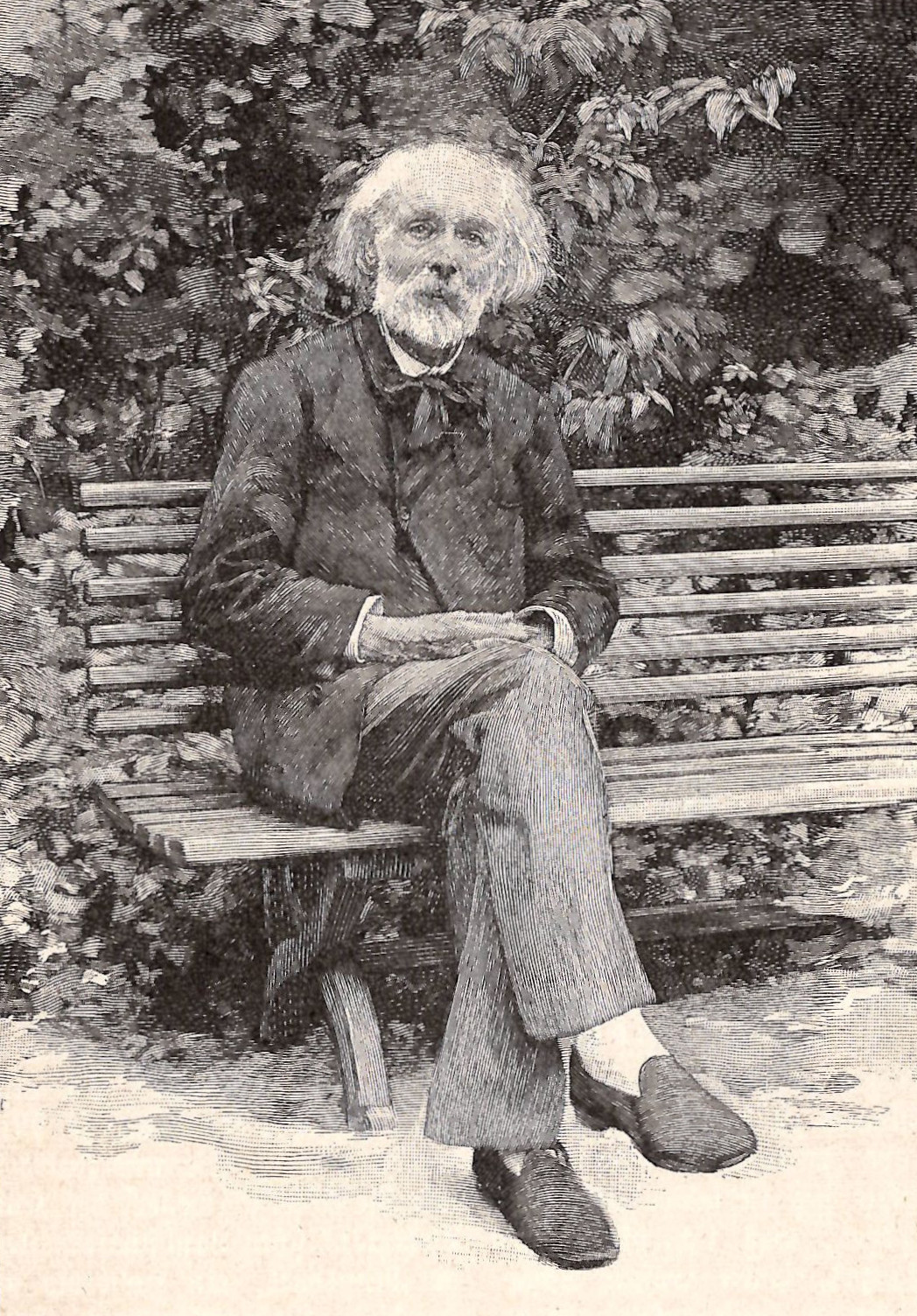
Jules Dupré

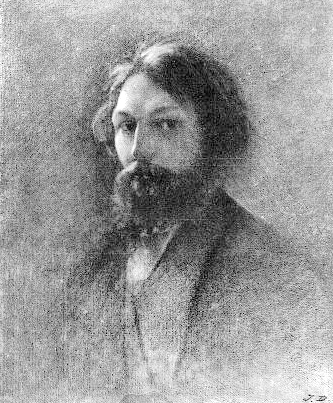
Selbstporträt

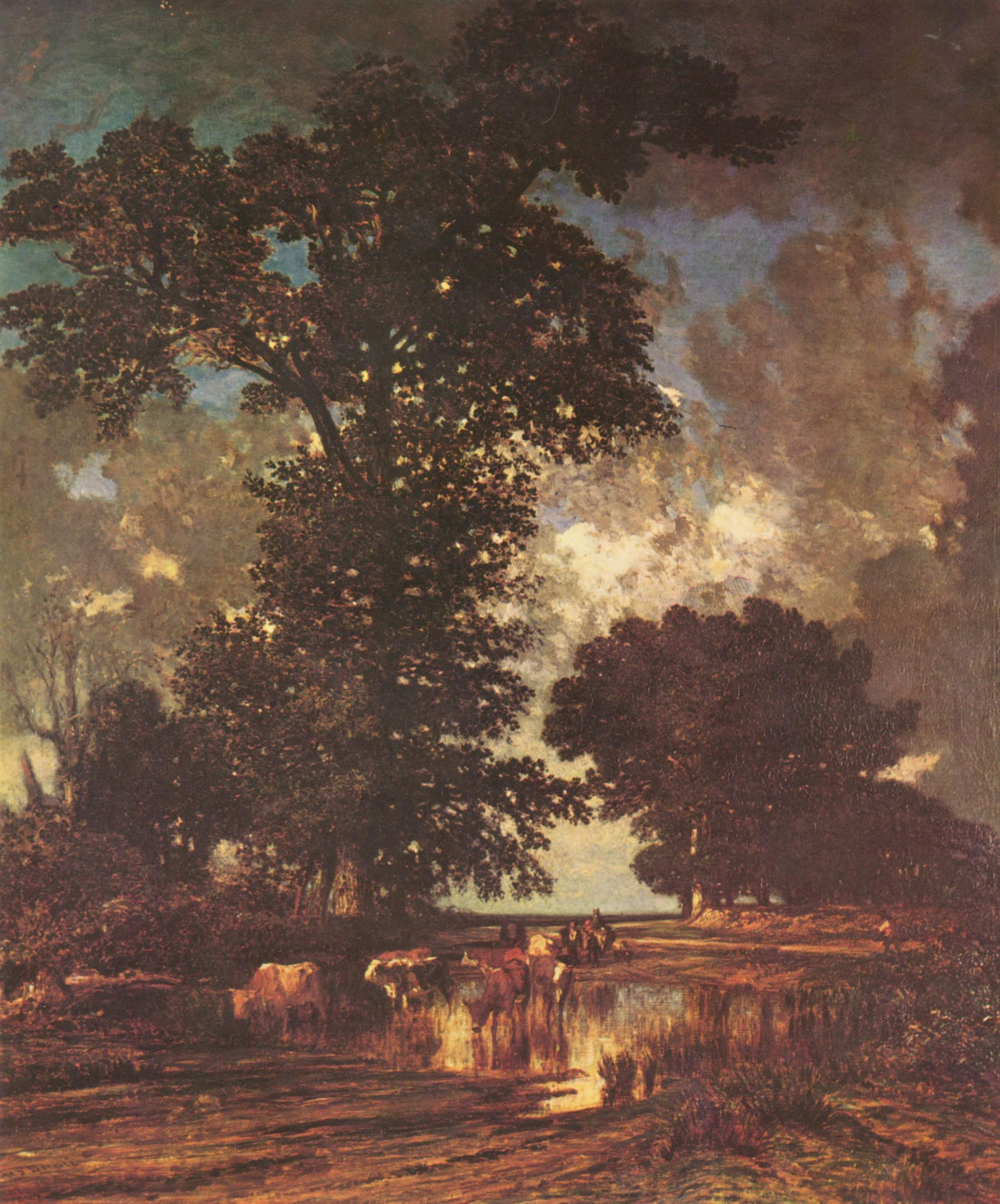
Eichen am Sumpf, um 1850

Jules Dupré (* 5. April 1811 in Nantes; † 6. Oktober 1889 in L’Isle-Adam) war einer der bedeutendsten französischen Landschaftsmaler der Schule von Barbizon. Er gilt als Begründer der modernen französischen Landschaftsmalerei. 

## Leben
Dupré folgte anfänglich dem Beruf seines Vaters, eines Porzellanfabrikanten, wandte sich aber dann der Landschaftsmalerei zu. 1831 stellte er erstmals im Pariser Salon aus, fünf Landschaften nach Motiven aus dem Département Haute-Vienne. Er brachte seitdem fast nur französische Landschaften, doch von 1835 bis 1839 auch einige aus England zur Ausstellung. Auf einer Reise nach England hatte er sich mit der Landschaftsmalerei von John Constable beschäftigt, die starken Einfluss auf sein Schaffen hatte.
Nachdem er längere Zeit nicht öffentlich ausgestellt hatte, waren auf der Weltausstellung von 1867 zwölf Bilder von Dupré zu sehen, dann wiederum nach längerer Pause auf der nationalen Ausstellung von 1883 acht Landschaften. Er war einer der Hauptvertreter des sog. Paysage intime, d. h. der neuen Richtung der französischen Landschaftsmalerei, die nicht die „schöne Ansicht“ oder einen allgemeinen Idealismus pflegte, sondern jedem Stückchen Landschaft seine eigentümliche Stimmung in Farbe, Luft und Licht abzugewinnen versuchte.
Die Wahrheit des Tons war ihm die Hauptsache, und um diese zu erreichen, malte er so stark pastos, dass seine Bilder bisweilen wie Reliefs wirken. Die Beleuchtung spielte ebenfalls eine wichtige Rolle, und namentlich wusste er den Sonnenuntergang mit starkem poetischen Reiz zu schildern. Er war Offizier des Ordens der Ehrenlegion.
Sein Bruder Léon Victor Dupré, geboren zu Limoges und Schüler von ihm, war ebenfalls Landschaftsmaler.

## Werke (Auswahl)

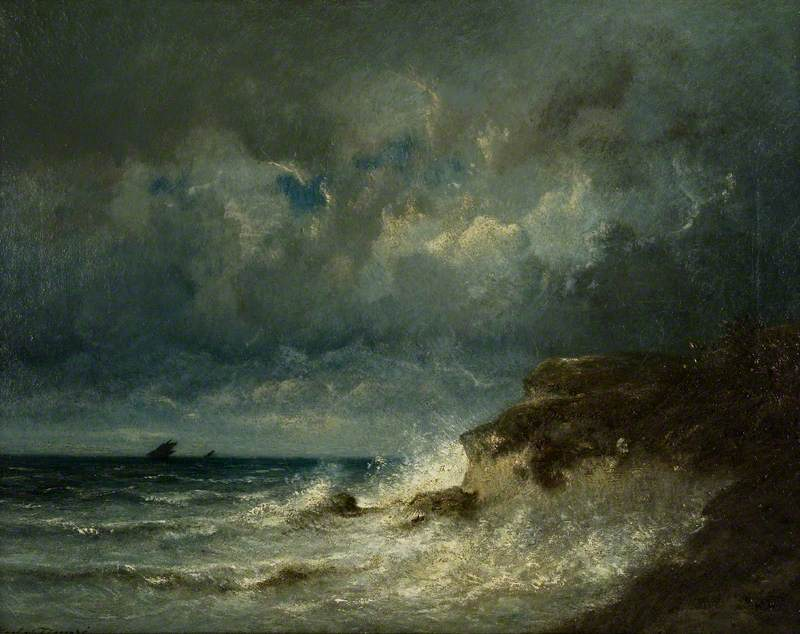
Dünenkap (wohl um 1831)
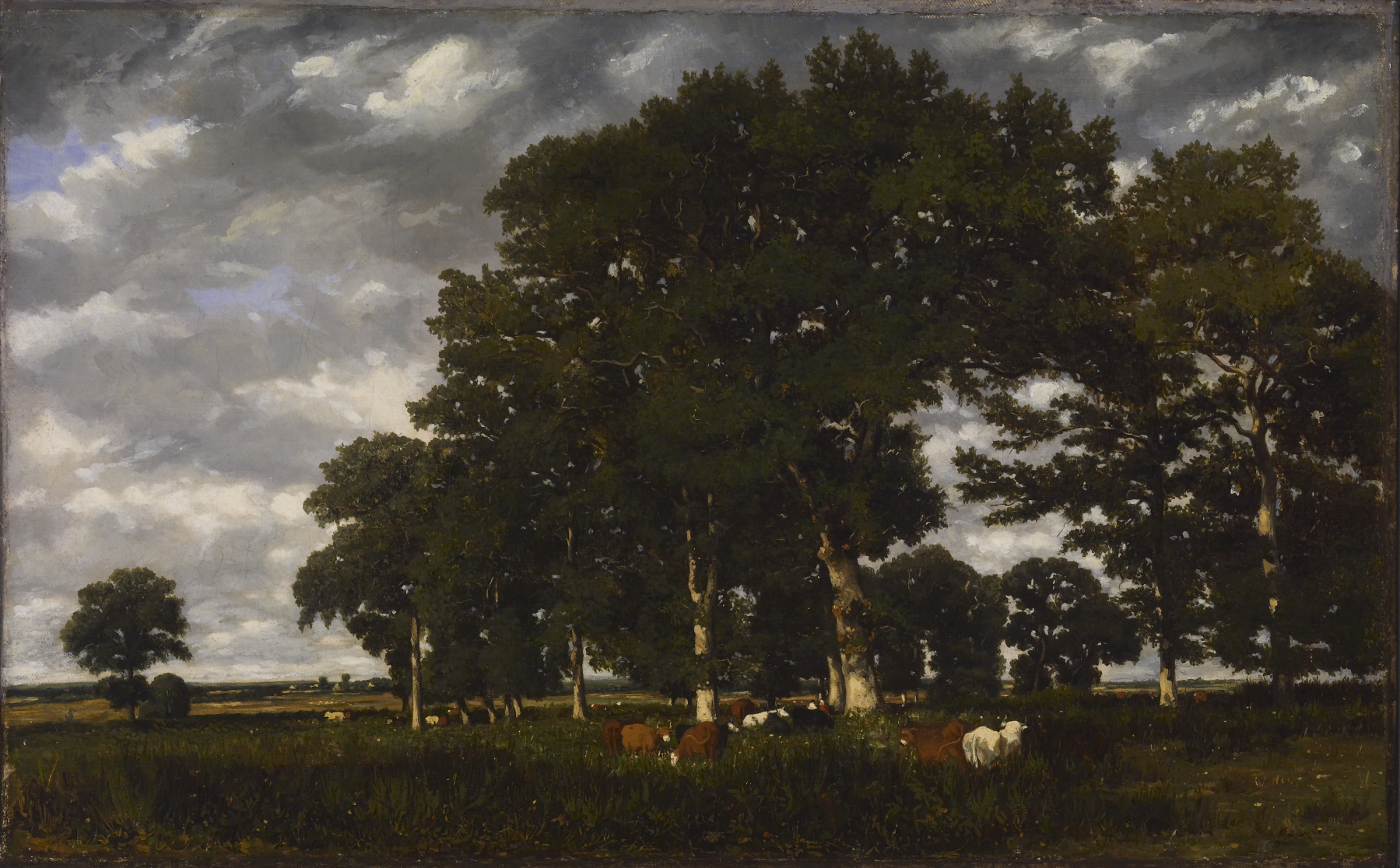
Ein lichter Tag (um 1835 bis um 1840)
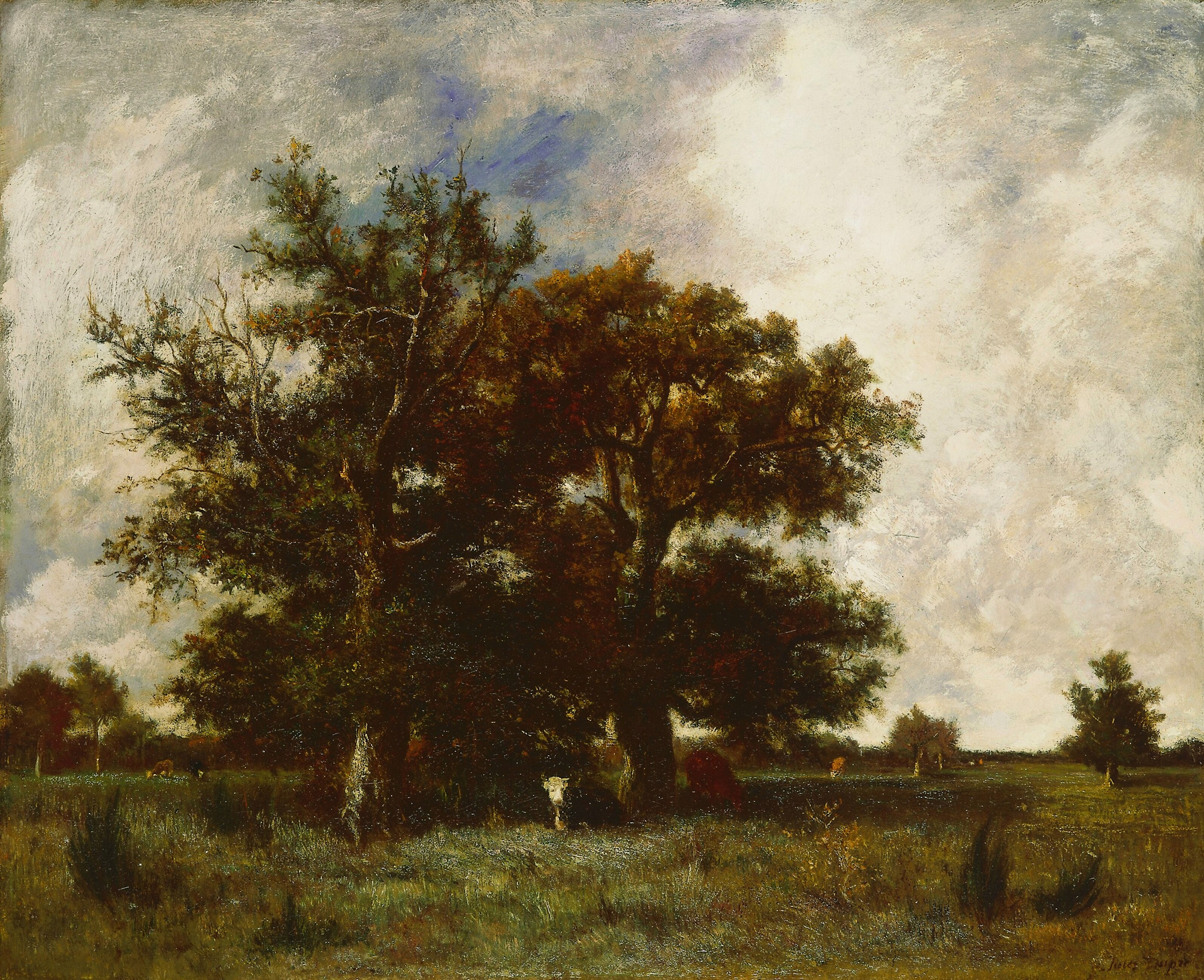
Eichen in Fontainebleau (um 1840)
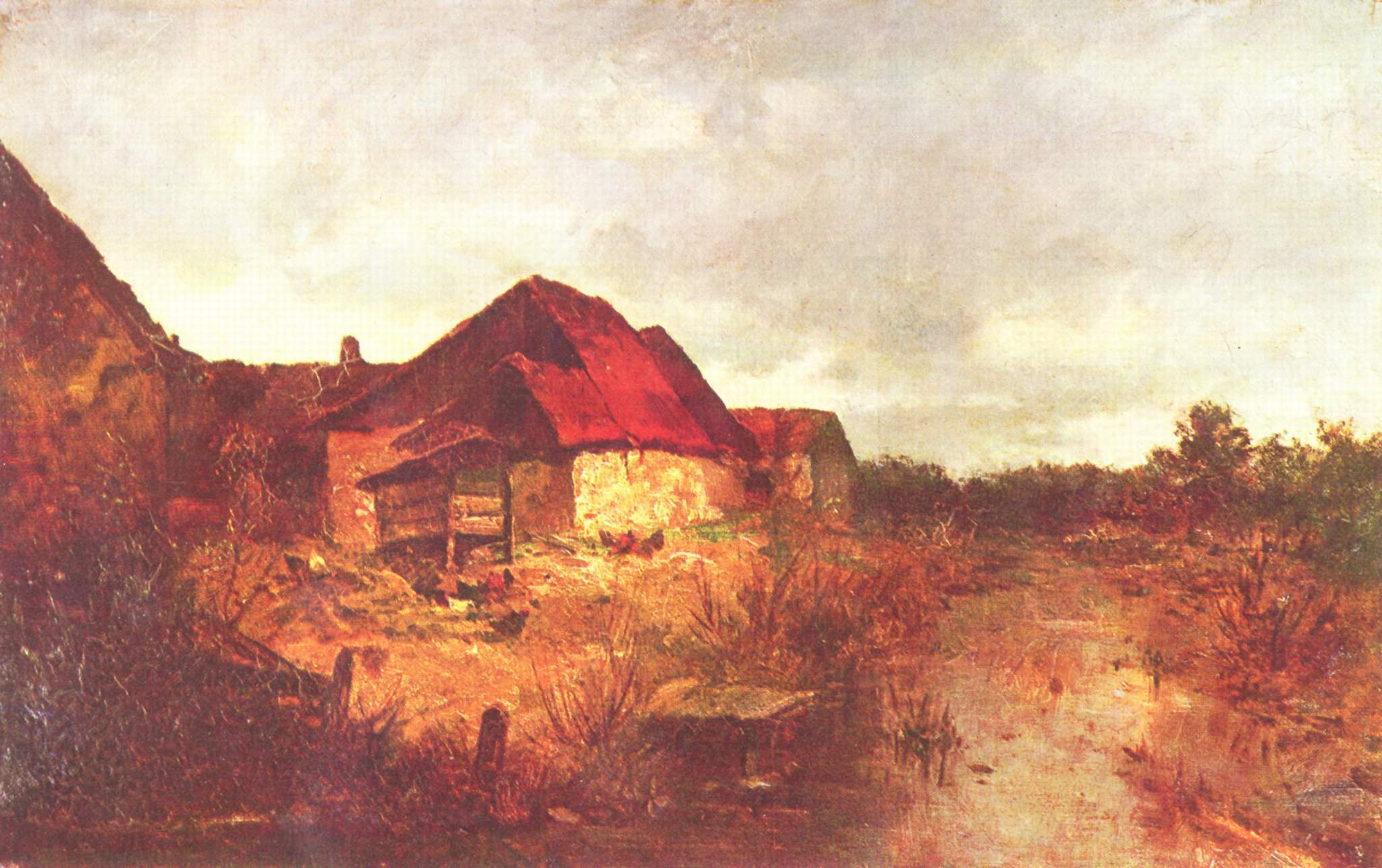
Gehöft (um 1850)
Stillleben mit grauem Krug (1862)
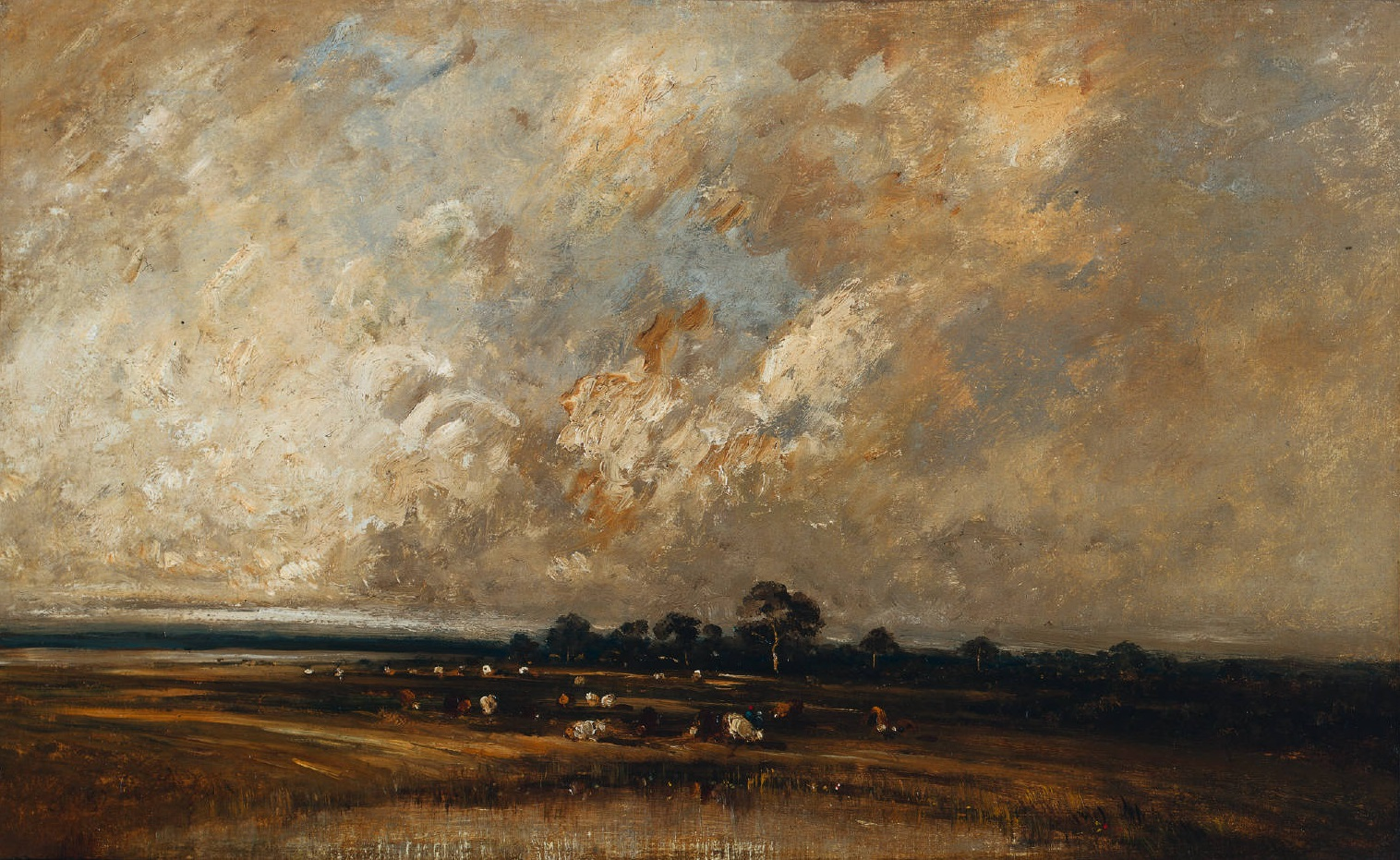
Landschaft (1870er Jahre)